# Niko Kovač
Niko Kovač (hr ; nascut el 15 d'octubre de 1971) és un exfutbolista i entrenador de futbol professional croat. Actualment és l'entrenador del club de la 1. Bundesliga Borussia Dortmund.
Nascut i criat a Alemanya Occidental, Kovač va ser durant molts anys el capità de la selecció de Croàcia fins que es va retirar del futbol internacional el gener de 2009. Migcampista defensiu conegut per les seves habilitats de passada, Kovač era, en el moment de la seva jubilació, el jugador més antic de la selecció croata i els havia capitanat a la Copa del Món de la FIFA 2006 i a la UEFA Euro 2008. També ha gaudit d'un alt nivell en clubs, després d'haver passat la major part de la seva carrera a la Bundesliga alemanya, incloent-hi períodes amb Hertha BSC, Bayer Leverkusen, Hamburger SV i FC Bayern de Múnic.
Va acabar la seva carrera com a jugador amb el club austríac Red Bull Salzburg, on després va assumir el paper d'entrenador de l'equip de reserva i finalment es va convertir en assistent d'entrenador sota l'entrenador principal Ricardo Moniz. El gener de 2013, Kovač es va fer càrrec de la selecció sub-21 de Croàcia i l'octubre de 2013 es va fer càrrec de la selecció absoluta de Croàcia després de la destitució d'Igor Štimac. Kovač va dirigir Croàcia a la Copa del Món de la FIFA 2014, després es va convertir en entrenador en cap de l'Eintracht Frankfurt el 2016, guanyant la final de la DFB-Pokal 2018 amb el club. Al Bayern, Kovač va guanyar el doblet nacional el 2019 després d'un bon final de temporada, però va perdre la feina més tard a la tardor. L'estiu de 2020, Kovač va ser nomenat entrenador del Mònaco, però va ser destituït l'1 de gener de 2022. Després va tornar al futbol alemany com a entrenador del Wolfsburg del 2022 al 2024 abans de fer-se càrrec del Borussia Dortmund el gener del 2025.

## Carrera de club

### Primers anys de carrera (1987–1996)
Kovač va començar a entrenar futbol quan tenia vuit anys amb Rapide Wedding a Berlín. Després d'això, es va unir a l'Hertha Zehlendorf i aviat es va convertir en membre del primer equip. El 1991 es va traslladar a l'Hertha BSC i va començar la seva carrera professional amb el club que va competir a 2. Bundesliga en aquell moment.
Durant la seva joventut, Kovač va practicar paral·lelament al futbol el judo, guanyant-se el cinturó blau. Després d'acabar el batxillerat, va continuar els seus estudis a la Universitat Lliure de Berlín. Va cursar una llicenciatura en estudis empresarials mentre jugava a Hertha BSC. Després de vuit semestres, va deixar la universitat quan va aconseguir un contracte amb el Bayer Leverkusen.

### Bayer Leverkusen (1996–1999)
L'estiu de 1996, Kovač va deixar l'Hertha, encara a la 2. Bundesliga en aquell moment, per anar al Bayer Leverkusen de la 1. Bundesliga. Va debutar a la Bundesliga el 17 d'agost de 1996, apareixent com a substitut al mig temps en el partit inaugural del club de la temporada 1996–97, una victòria a casa per 4–2 sobre el Borussia Dortmund. Va participar en 32 partits de la Bundesliga en la seva primera temporada amb el Leverkusen, marcant també tres gols. No obstant això, va jugar principalment com a substitut en les dues temporades següents i es va perdre diversos partits la temporada 1997–98 després de patir una lesió en el partit a casa del club contra el VfB Stuttgart el desembre de 1997. En tres temporades amb el Bayer Leverkusen, Kovač va jugar 77 aparicions a la Bundesliga i va marcar vuit gols a la competició de lliga. Al club, va ser company d'equip amb el seu germà petit Robert per primera vegada en la seva carrera professional.

### Hamburger SV (1999–2001)
Kovač es va unir a l'Hamburger SV l'estiu de 1999 i va passar dues temporades amb el club, fent 55 aparicions a la Bundesliga i marcant 12 gols a la Bundesliga.

### Bayern de Múnic (2001-2003)
El juliol de 2001, Kovač va fitxar pel FC Bayern de Múnic, llavors guanyador de la Bundesliga i la UEFA Champions League. Kovač va fitxar pel club juntament amb el seu germà, Robert. No obstant això, Kovač no va aconseguir establir-se com a titular habitual al club i va deixar el Bayern per a un segon període amb l'Hertha BSC després de dues temporades l'estiu del 2003. Va participar en 34 partits de la Bundesliga i va marcar tres gols amb el Bayern a la lliga.

### Hertha BSC (2003–2006)
Kovač va tornar a fitxar per l'Hertha. Va jugar 75 partits a la Bundesliga amb el club i va marcar vuit gols a la lliga.

### Red Bull Salzburg (2006-2009)

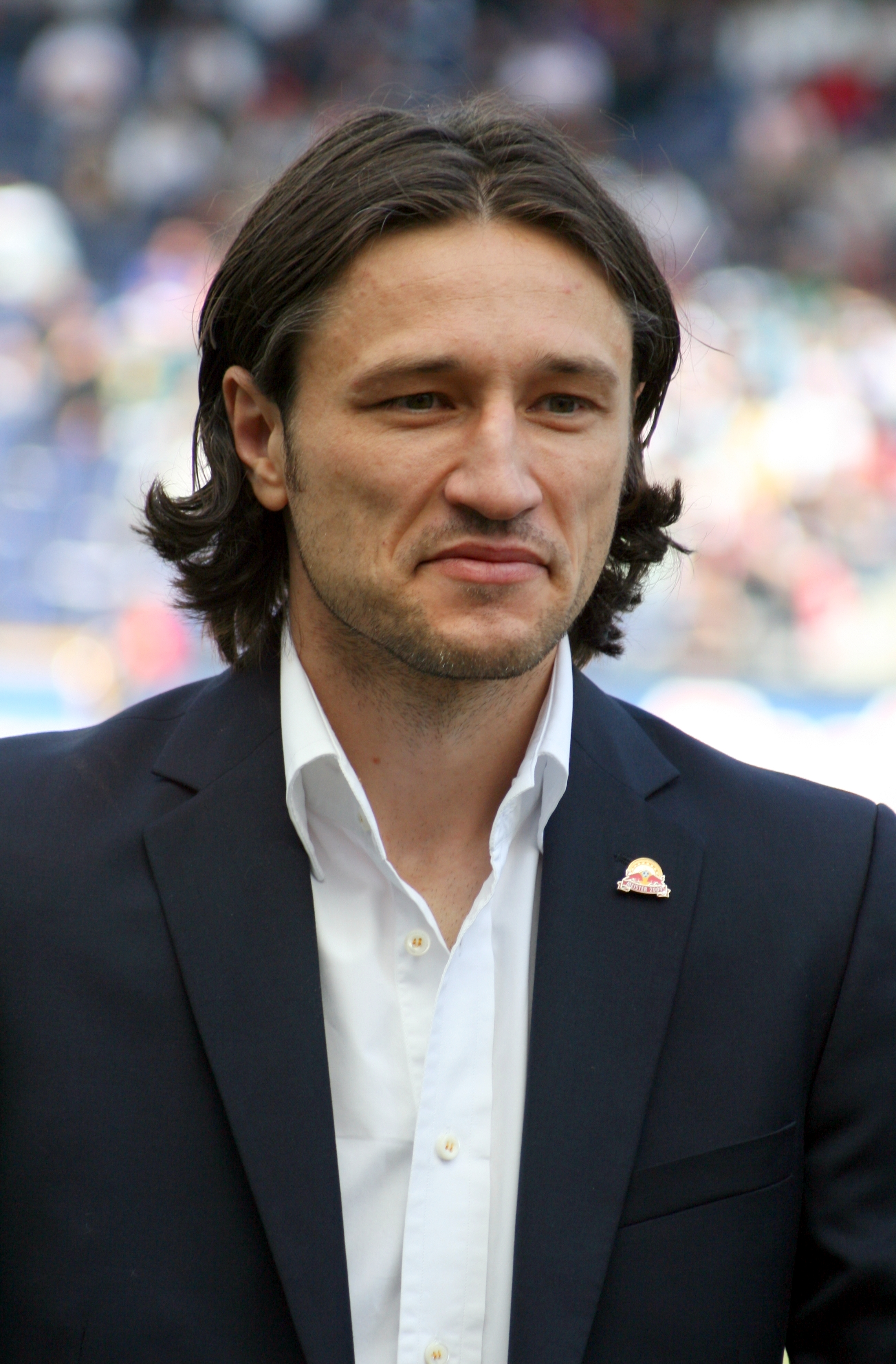
Kovač el 2009

Després de la Copa del Món de la FIFA 2006, Kovač va abandonar l' Hertha després de tres temporades pel Red Bull Salzburg de la Bundesliga austríaca . Va ser un habitual de l'equip de Salzburg i també va participar en les quatre eliminatòries de la UEFA Champions League l'estiu del 2006. El 26 d'agost de 2006, va marcar el seu primer gol amb el Red Bull Salzburg a la Bundesliga, marcant el segon gol en la seva victòria a casa per 4-0 davant el Wacker Tirol. Va signar un any més fins a l'estiu de 2009 al maig de 2008. El 29 de maig de 2009, Kovač va marxar després de tres anys amb Red Bull i es va retirar del futbol professional. Va jugar el seu últim partit amb Red Bull en un amistós contra l'antic club Bayern de Múnic; va ser substituït després dels primers 15 minuts.

## Carrera internacional
Kovač va fer el seu debut internacional sènior en el partit amistós de Croàcia contra el Marroc l'11 de desembre de 1996 a Casablanca. Posteriorment també va participar en tres partits de classificació per a la Copa del Món de la FIFA de 1998, però es va perdre la final a França perquè no es va recuperar completament de la lesió fins al començament dels preparatius per al torneig. Posteriorment, no va formar part de la selecció nacional durant dos anys abans de tornar en un partit amistós contra França el novembre de 1999.
A nivell internacional, Kovač va jugar amb Croàcia en cinc partits de classificació per a la Copa del Món de 2002 i va marcar un gol en la victòria de Croàcia per 4-0 a San Marino. Al torneig final, va aparèixer com a jugador titular en els tres partits del grup abans que Croàcia fos eliminada del torneig amb un tercer lloc al seu grup. També va ser un habitual de la classificació per a la UEFA Euro 2004, amb set partits i marcant dos gols en partits fora de casa, el guanyador per 1-0 contra Estònia i el primer gol de la victòria de l'equip per 3-0 davant Andorra. També va jugar els tres partits de grup jugats per l'equip croat al torneig final de l'Eurocopa 2004 a Portugal i va marcar el primer gol en el partit de grup final contra Anglaterra. No obstant això, Croàcia va perdre el partit per 4–2 i va tornar a ser eliminada del torneig com a tercera nació del seu grup.
Després de l'Eurocopa 2004, Kovač es va convertir en el capità de la selecció de Croàcia i va dirigir l'equip durant la campanya de classificació per a la final de la Copa del Món de la FIFA 2006 a Alemanya. Va participar en nou de deu partits de classificació i va marcar dos gols, tots dos en la victòria de Croàcia per 4-0 sobre Islàndia a casa a Zagreb. En el torneig final, va participar en els tres partits del grup de Croàcia, tot i patir una lesió que el va obligar a abandonar el terreny de joc després de 40 minuts del primer partit de l'equip contra el Brasil. Kovač va marcar el gol que va posar Croàcia per 2-1 en l'últim partit del grup contra Austràlia. No obstant això, el partit va acabar amb un empat 2-2 i Croàcia va ser eliminada en acabar tercera del grup. Aquesta va ser la tercera vegada consecutiva que això passava en un torneig important.
L'Eurocopa 2008 va ser una campanya agredolça per al capità Kovač. Les seves excel·lents actuacions contra Alemanya i Turquia finalment no van ser recompensades en el qual va resultar ser el seu últim gran torneig. Contra Alemanya, va ser inigualable, produint un home del partit al costat de Luka Modrić, mentre que contra Turquia, va reduir els seus oponents a cops de pot des de la distància, ja que poques vegades van trencar la seva protecció dels quatre posteriors. Abans i després d'aquest partit, Kovač va reiterar la seva intenció de retirar-se del futbol internacional al final de l'Eurocopa 2008, però, després d'una conversa amb Slaven Bilić, sembla que creu que hi ha "assumptes pendents" per atendre.
Kovač finalment va anunciar la seva retirada internacional el 7 de gener de 2009, manifestant el desig que els jugadors més joves tinguessin experiència en el conjunt croat.

## Carrera d'entrenador

### Red Bull Salzburg (2009-2011)

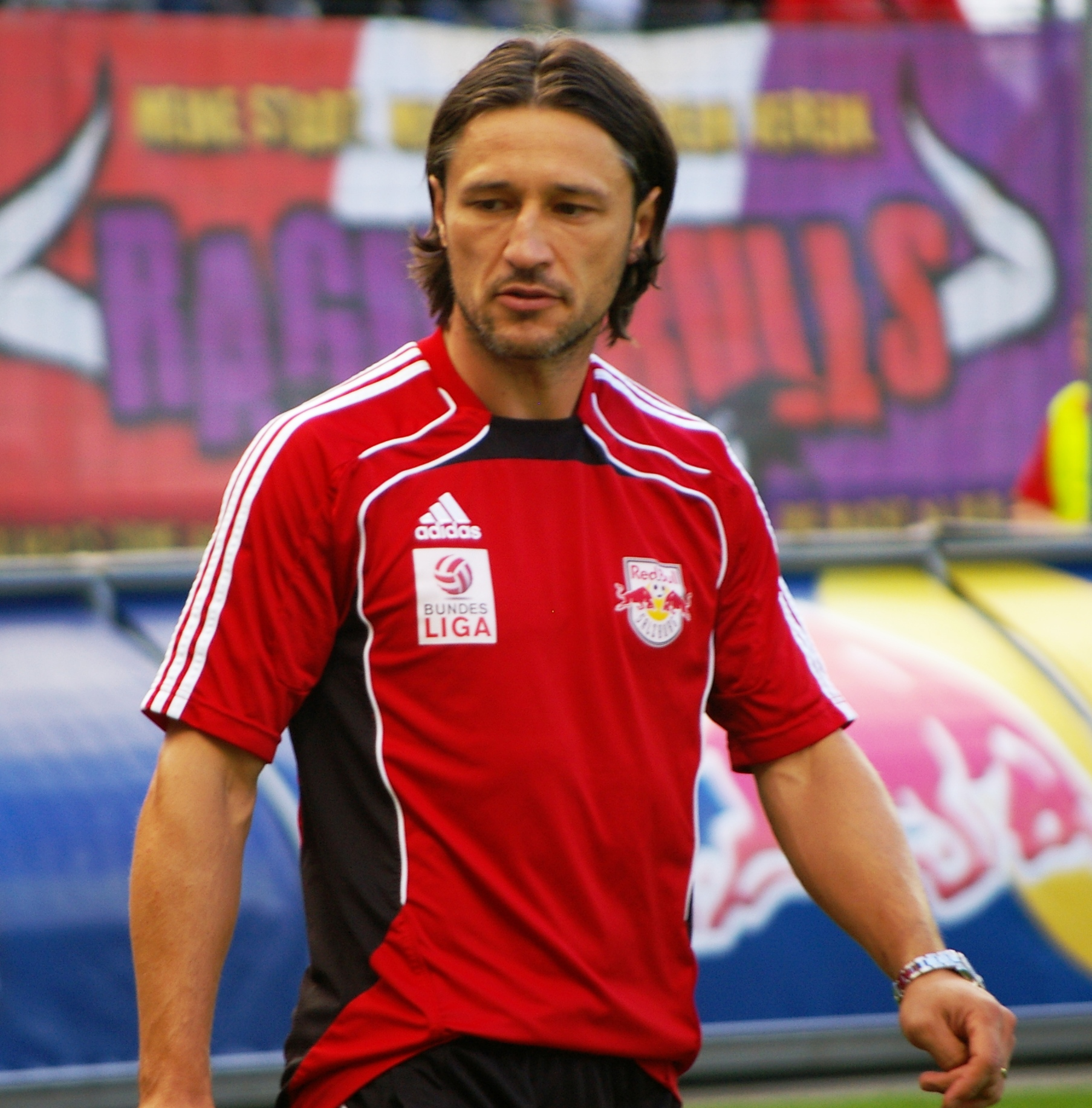
Kovač com a entrenador ajudant del Red Bull Salzburg, 2011

Després de la seva retirada del futbol professional, Kovač es va convertir en entrenador de la segona plantilla del Red Bull Salzburg, Red Bull Juniors, del 16 de juny de 2009 al 7 d'abril de 2011. A la temporada 2009–10, va acabar en sisena posició i va ser eliminat a la Copa d'Àustria a la segona ronda en una tanda de penals. Va estar amb el segon equip fins al 7 d'abril de 2011. El seu darrer partit va ser un empat 1-1 contra l'SV Seekirchen. L'any 2011 va ser ascendit a entrenador adjunt de la primera plantilla juntament amb Ricardo Moniz com a entrenador principal. Després que Moniz va renunciar com a entrenador del primer equip el juny de 2012, Kovač era un dels favorits per ocupar la seva posició. Tanmateix, el càrrec va ser per a Roger Schmidt i Kovač va deixar Salzburg posteriorment.

### Croàcia (2013-2015)

#### Sub-21
El 21 de gener de 2013, Igor Štimac, entrenador en cap de la selecció de Croàcia, va anunciar que Kovač, juntament amb el seu germà Robert com a entrenador ajudant, prendria el relleu com a entrenador en cap de la selecció sub-21. La seva tasca era classificar-se per al Campionat d'Europa sub-21 de la UEFA 2015 . Croàcia va quedar al grup 5 de la competició classificatòria, juntament amb Suïssa, Ucraïna, Letònia i Liechtenstein . En els primers quatre partits, Croàcia va aconseguir el màxim de 12 punts amb una diferència de gols de 13-0. Va debutar amb una victòria fora de casa per 5-0 contra Liechtenstein, abans de guanyar dues victòries fora de casa contra els favorits del grup Ucraïna i Suïssa.

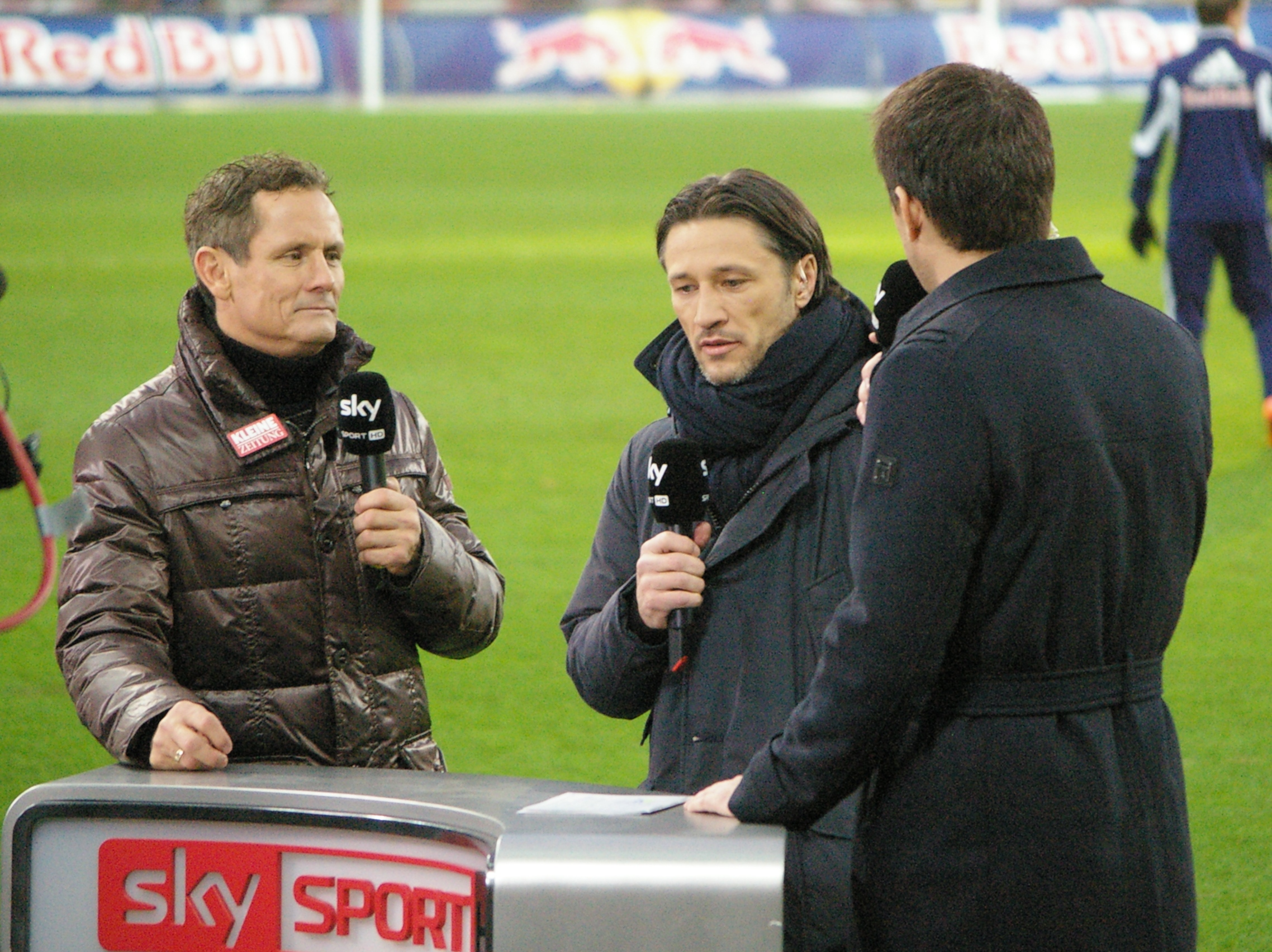
Kovač (centre) el 2013

El 16 d'octubre de 2013, Davor Šuker, president de la Federació Croata de Futbol (HNS), va anunciar que Niko Kovač assumiria el càrrec d'entrenador interí de l'equip sènior de Croàcia. Va substituir a Štimac, que va ser acomiadat després que Croàcia s'enfilés als play-off de la Copa del Món després d'haver tret només un punt dels seus últims quatre eliminatoris . No obstant això, un dia després, en una conferència de premsa inaugural, Šuker va declarar que HNS va signar un contracte de dos anys amb Kovač i el seu personal, inclosos el seu germà Robert Kovač, Vatroslav Mihačić i Goran Lacković, fins al final de la campanya de Croàcia a la UEFA Euro 2016. Els seus dos primers partits amb Croàcia van ser als play-offs de la Copa del Món contra Islàndia. Croàcia va aconseguir classificar-se per a la Copa del Món de la FIFA 2014 al Brasil després de guanyar l'eliminatòria contra Islàndia per 2-0 en el global. A la Copa del Món, Croàcia va guanyar 4-0 contra el Camerun i va perdre 3-1 contra Brasil i Mèxic. Croàcia no es va classificar del seu grup. El 9 de setembre de 2015, HNS va rescindir el contracte de Kovač després que Croàcia perdés per 2-0 davant Noruega a la classificació per a la UEFA Euro 2016.

### Eintracht Frankfurt (2016-2018)
Kovač va ser nomenat entrenador en cap d'l'Eintracht Frankfurt el 8 de març de 2016. Va debutar com a tècnic amb el Frankfurt en una derrota per 3-0 davant el Borussia Mönchengladbach. El club només va poder acabar la temporada en el lloc 16, i els va obligar a jugar el play-off de descens contra 1. FC Nuremberg. Després d'empatar l'anada 1–1 a casa, Kovač va assegurar la supervivència de l'Eintracht a la Bundesliga després que el gol de Haris Seferovic guanyés el partit de tornada per 1–0. Kovač va rebre un premi Fair Play de la DOSB pel seu gest de consolar els jugadors del Nuremberg després de la derrota.
La temporada 2016-17, el Frankfurt va aconseguir acabar a la meitat de la taula en l'onzena posició, a més d'arribar a la Final de la DFB-Pokal 2017, la primera final del club des del 2006, on el Frankfurt va perdre 1–2 contra el Borussia Dortmund. A la temporada 2017-18, Frankfurt va competir per un lloc a la competició europea per a la temporada següent. Kovač ha utilitzat normalment una formació de 3–4–2–1 amb èmfasi en l'estabilitat defensiva i el joc de banda. Va portar Frankfurt a la final de la DFB-Pokal 2018, la segona consecutiva del club, on va vèncer el seu futur empresari, el Bayern de Múnic. Amb aquesta victòria, Kovač va liderar Frankfurt al seu primer trofeu des de 1988. Va acabar amb un rècord de 38 victòries, 20 empats i 33 derrotes en 91 partits. Adi Hütter es va convertir en el seu successor.

### Bayern de Múnic (2018-2019)

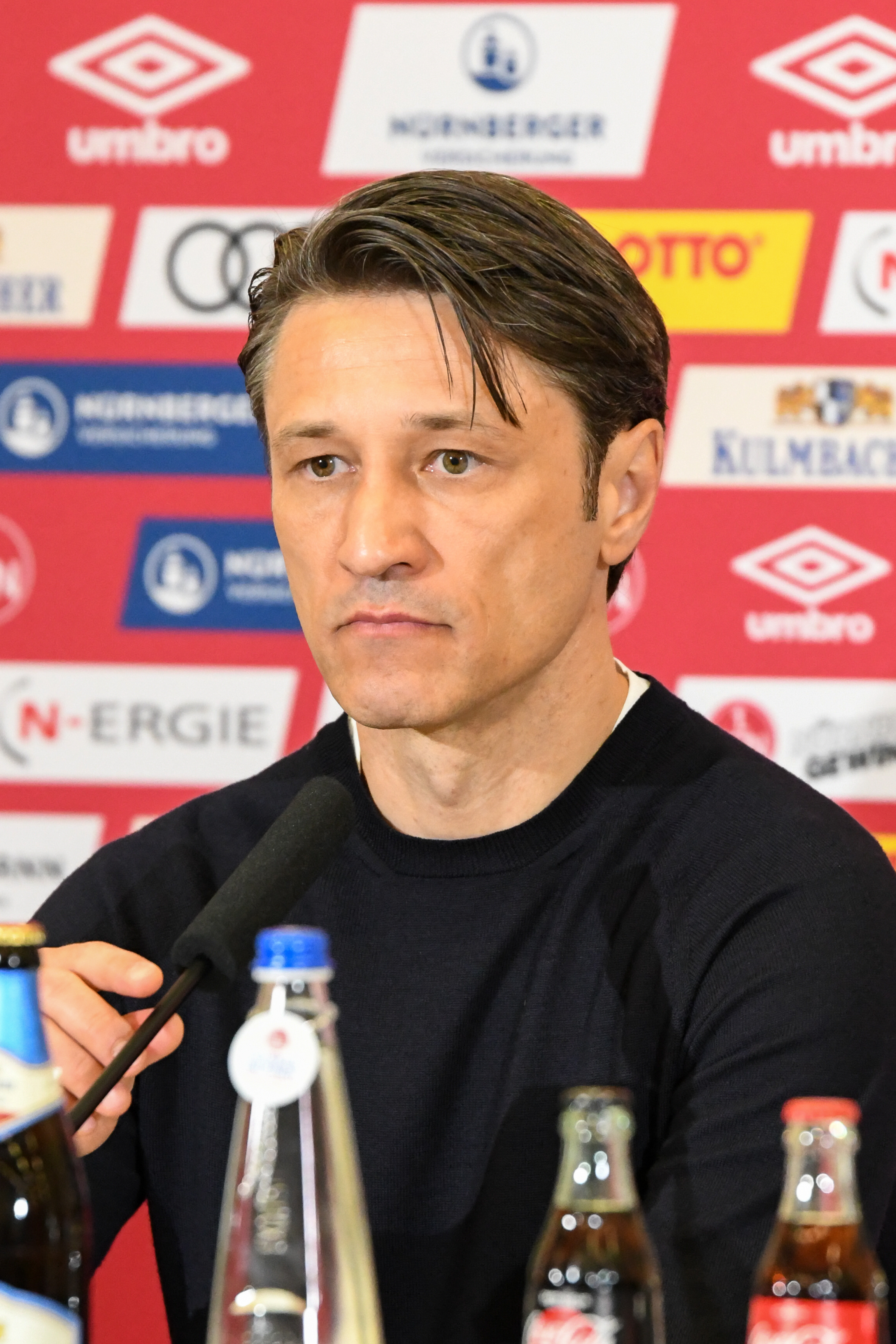
Kovač amb el Bayern de Múnic el 2019

El 13 d'abril de 2018, el Bayern de Múnic va anunciar que Kovač succeiria a Jupp Heynckes com a entrenador en cap del club per a la temporada 2018-19, amb un contracte de tres anys que duraria fins al 30 de juny de 2021. El germà de Kovač, Robert, el seguiria a Munic per ser el seu entrenador ajudant. Kovač va tenir un contracte amb Frankfurt fins al 30 de juny de 2018 i el Bayern va haver de pagar una clàusula d'exoneració en el seu contracte que es calcula que rondava els 2,2 euros. milions. Kovač és només el quart exjugador que dirigeix el Bayern de Múnic després de Søren Lerby, Franz Beckenbauer i Jürgen Klinsmann. Kovač va ser el tercer croat que va dirigir el Bayern després de Zlatko Čajkovski i Branko Zebec.
El 12 d'agost, Kovač va guanyar el seu primer partit com a entrenador del Bayern per 5-0 a la Supercopa d'Alemanya contra el seu antic club, l'Eintracht Frankfurt. Va guanyar el seu primer partit de la Bundesliga al càrrec quan el Bayern va derrotar l'Hoffenheim de 1899 per 3-1 a casa el 25 d'agost. El 19 de maig de 2019, va liderar el Bayern al seu setè títol consecutiu de la Bundesliga després d'una victòria a casa per 5-1 contra el seu antic club, l'Eintracht Frankfurt, superant el seu rival més proper, el Borussia Dortmund per dos punts. Aquest va ser el primer títol de la Bundesliga de Kovač com a entrenador.
El 25 de maig de 2019, Kovač va liderar el Bayern a un doblet de lliga i copa quan el Bayern va derrotar l'RB Leipzig per 3-0 a la final de la DFB-Pokal del 2019 . Va ser la segona victòria consecutiva de la copa de Kovač, ja que es va convertir en el primer entrenador des de Felix Magath el 2005 i el 2006 a guanyar títols de copa consecutives. Kovač també es va convertir en la primera persona a guanyar un doblet de lliga i copa com a jugador i entrenador del futbol alemany. L'1 d'octubre, el Bayern va derrotar el Tottenham Hotspur per 7–2 a la Lliga de Campions, amb Serge Gnabry marcant quatre gols. Va ser la segona victòria més alta del Bayern en competicions europees, només per darrere de la victòria per 7-1 contra la Roma l'octubre de 2014. El 3 de novembre, Kovač va marxar de comú acord després d'una derrota per 5-1 davant el seu antic club, l'Eintracht Frankfurt.

### Mònaco (2020-2022)
El 19 de juliol de 2020, Kovač va ser nomenat entrenador en cap del club de la Ligue 1 Mònaco. En el seu primer partit com a entrenador del Mònaco el 23 d'agost, Kovač va aconseguir l'empat 2-2 després de quedar dos gols per sota contra el Reims. El 20 de novembre, Mònaco va vèncer per 3–2 al campió francès i finalista de la Lliga de Campions, el Paris Saint-Germain, després de quedar-se per darrere per 0–2. El 21 de febrer de 2021, va derrotar de nou el Paris Saint-Germain, aquesta vegada per 2-0. Va ser la primera vegada des del març del 2016 que Mònaco guanyava al Parc dels Princes. Kovač va ser posteriorment àmpliament elogiat pels mitjans esportius francesos. El 19 de maig, Mònaco va perdre 2-0 davant el Paris Saint-Germain a la final de la Copa de França. L'1 de gener de 2022, Mònaco va anunciar la sortida de Kovač.

### VfL Wolfsburg (2022-2024)
El VfL Wolfsburg va anunciar el nomenament de Kovač el 24 de maig de 2022, marcant el seu retorn a la Bundesliga després de tres anys. Va ser acomiadat el març de 2024.

### Borussia Dortmund (2025–)
Kovač va signar un contracte de 18 mesos amb el Borussia Dortmund el 29 de gener de 2025. Va portar el club a fer una bona campanya en la Lliga de Campions de la UEFA 2024-25.

## Estil com a entrenador
Al llarg de la seva carrera en diversos clubs, Kovac ha implementat una combinació de formacions 4-2-3-1 i 4-3-3 amb un clar focus en com juga l'equip sense possessió. Treballa per augmentar la intensitat del seu equip darrere de la pilota perquè pugui defensar amb una pressió compacta i mitja-alta per forçar els seus rivals a fora. Tan bon punt guanyarien la pilota, fan servir els seus jugadors ràpids en transicions ràpides.

## Vida personal
Kovač va néixer el 15 d'octubre de 1971 a Wedding, Berlín Occidental, en el si d'una família croata hercegovina procedent de Livno, Bòsnia i Hercegovina. Els seus pares Mato i Ivka van emigrar de SFR Iugoslàvia a Alemanya Occidental el 1970 com a part del programa gastarbeiter. Té dos germans petits, el germà Robert i la germana Nikolina. Kovač també és de nacionalitat alemanya i, per tant, era elegible per representar Alemanya, Croàcia i Bòsnia i Hercegovina a nivell internacional. Va optar per Croàcia.
Kovač es va casar amb la seva estimada de primària el 1999. Tenen una filla que es diu Laura. Kovač és catòlic romà. En general, viu una vida familiar tranquil·la, considera una família de gran valor i ho intenta transmetre als seus jugadors.
El 2007, Kovač va aparèixer al vídeo de campanya de la Unió Democràtica Croata (HDZ) per a les eleccions parlamentàries d'aquell any. El vídeo se centra en el dret de vot de la diàspora croata i representa a Kovač parlant de la seva connexió amb la seva terra natal. Una de les línies del vídeo, " Moj brat Robert, također! " (El meu germà Robert, també), va entrar a la cultura popular croata i és citat sovint per la gent i els mitjans de comunicació del país quan es refereix als germans.

## Palmarès

### Jugador
- Bundesliga: 2002–03[62]
- DFB-Pokal: 2002–03[62]
- Copa Intercontinental: 2001[63]

Red Bull Salzburg
- Bundesliga austríaca: 2006–07[64]

### Entrenador
Eintracht de Frankfurt
- DFB-Pokal: 2017–18 ; subcampió: 2016-17

Bayern de Múnic
- Bundesliga: 2018-19
- DFB-Pokal: 2018–19
- DFL-Supercup: 2018

Mònaco
- Subcampió de la Copa de França: 2020-21